# Club Diògenes

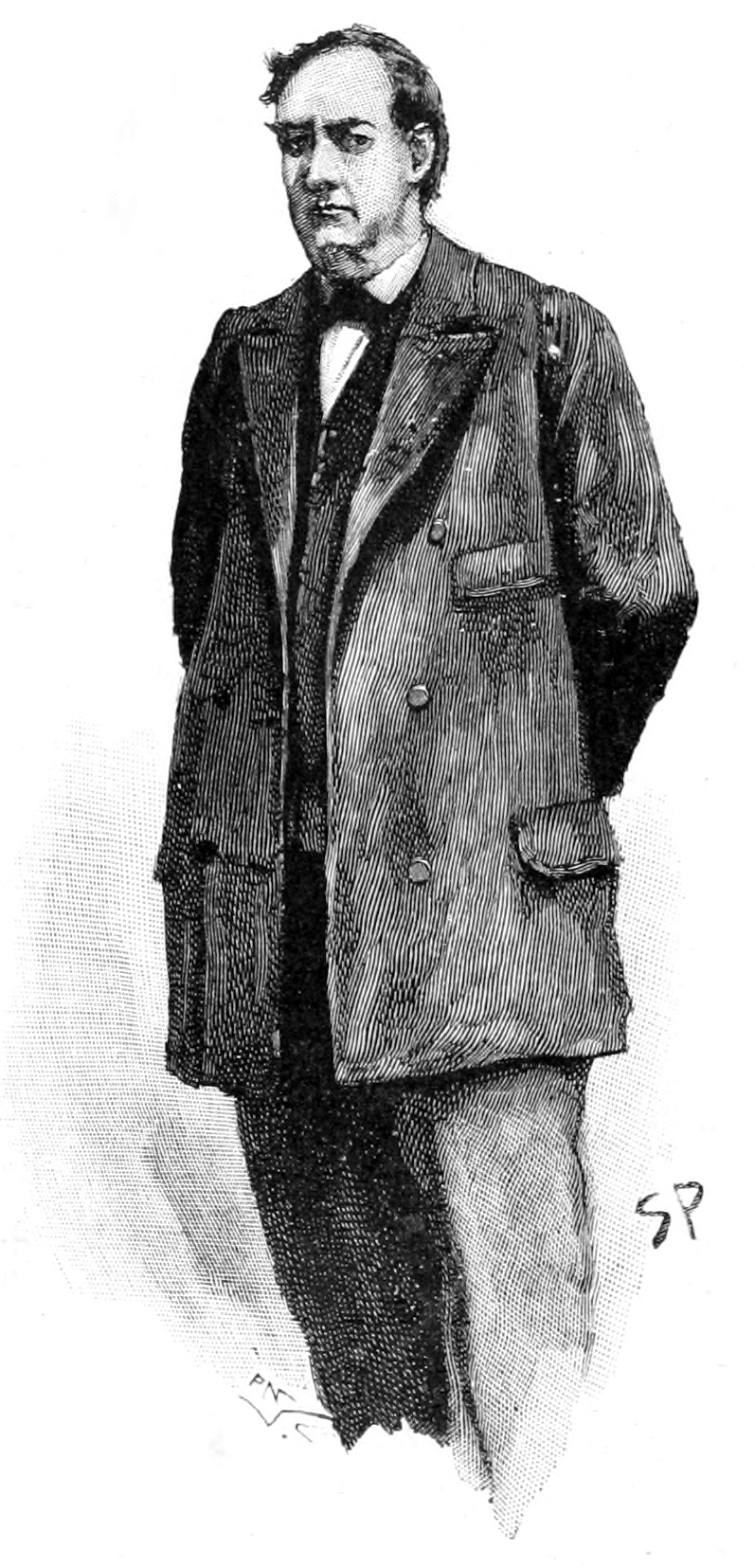
Mycroft Holmes, fundador del Club Diógenes

El Club Diógenes és un club de cavallers fictici creat per Arthur Conan Doyle en els seus relats sobre Sherlock Holmes, especialment a L'aventura de l'intèrpret grec (1893). El seu nom prové del filòsof grec Diógenes el cínic, encara que aquest fet no és nomenat en les novel·les originals. Va ser cofundat pel germà gran i més intel·ligent de Sherlock Holmes, Mycroft.
És descrit com un lloc on els socis, tots homes, poden llegir la premsa sense distraccions, ja que la principal regla és el silenci, fins al punt que un membre del club pot ser expulsat per saludar a un altre.

El club és definit pel propi Sherlock Holmes en els següents termes:
| «                                                            | "Ja sap que a Londres hi ha molts homes que, uns per timidesa i altres per misantropia, no desitgen la companyia del proïsme i, no obstant, se senten atrets per unes butaques confortables i pels diaris del dia. Precisament per conveniència d'aquests es va crear el Club Diógenes, que ara dona alberg als homes més insociables i menys amants de clubs de tota la ciutat. A cap membre no se li permet donar el menor senyal de percepció de la presència de qualsevol altre. Excepte al Saló dels Forasters, no es permet parlar en cap circumstància, i tres faltes en aquest sentit, si arriben a orelles del comitè, exposen el parlador a la pena d'expulsió. El meu germà va ser un dels fundadors, i jo mateix hi he trobat una atmosfera molt relaxant". | » |
| — Arthur Conan Doyle, L'aventura del l'intèrpret grec, 1893. | |   |

## Relació amb el servei secret britànic
Tot i que no hi ha cap dada al cànon original de Sherlock Holmes sobre que el Club Diògenes sigui una altra cosa que el que sembla, diversos novel·listes posteriors han desenvolupat la idea que el club va ser fundat com una part del servei secret britànic. Aquesta suposició comuna es basa en la descripció que fa Sherlock del treball del seu germà Mycroft Holmes a Els plànols del Bruce-Partington:
| «                                                             | "Cal ser discret quan un parla dels alts assumptes de l'Estat. Encerta vostè amb el que està sota el Govern britànic. També encertaria en cert sentit si digués que, de tant en tant, el Govern britànic és ell. (...) Ocupa una posició única, que ell mateix s'ha creat, fins aleshores no hi havia res que se li sembli ni ho tornarà a haver. Les mateixes facultats que jo he dedicat al descobriment del crim, ell les ha emprat en aquesta altra activitat especial. Tots els departaments ministerials li lliuren conclusions, i ell és l'oficina central d'intercanvi, la cambra de compensació que fa el balanç. Tots els altres homes són especialistes en alguna cosa, però l'especialitat del meu germà és saber de tot. Suposem que un ministre necessita dades referents a un problema que afectava la Marina, l'Índia, el Canadà i la qüestió del bimetalisme; ell podria aconseguir els informes per separat de cadascun dels departaments i sobre cada problema, però únicament Mycroft és capaç d'enfocar-los tots, i enviar-li immediatament un informe sobre com cada un d'aquests factors repercutiria en els altres. Van començar servint-se'n com d'una drecera, d'una comoditat; i ara ha esdevingut un element fonamental. Tot està sistemàticament arxivat en aquell gran cervell seu, i tot es pot trobar i fer servir a l'acte. Una vegada i una altra han estat les seves paraules les que han decidit la política nacional. Això constitueix per a ell la seva vida”. | » |
| — Arthur Conan Doyle, Els plànols del Bruce-Partington, 1908. | |   |

Atès que Mycroft és tant un dels fundadors del club com un home indolent que es mou exclusivament entre les habitacions, la seva oficina i el Club, aquesta conclusió pot semblar lògica.
La idea va ser popularitzada per la pel·lícula La vida privada de Sherlock Holmes, dirigida per Billy Wilder i apareix freqüentment en pastitxos de les obres de Conan Doyle, com les sèries The Man from the Diogenes Club i Anno Dracula de Kim Newman i en la novel·la gràfica The League of Extraordinary Gentlemen, d'Alan Moore.

## Controvèrsia
Alguns estudiosos del personatge Sherlock Holmes afirmen que era només un paradigma dels clubs d'intel·lectuals del període victorià.

## Actualment
El Club Diógenes és actualment el nom d'una organització sherlockiana dels Estats Units.
És també una col·lecció literària de l'editorial Valdemar.
És també un Club de Rol i jocs de taula de Tarragona.